# Helga y Flora
Helga y Flora je chilský televizní seriál produkovaný společností Suricato Films a vysílaný stanicí Canal 13 v roce 2020.

## Obsazení
| Alejandro Sieveking   | Mr. Raymond Gamper  |
| Catalina Saavedra     | Flora Gutiérrez     |
| Amalia Kassai         | Helga Gunkel        |
| Hernán Contreras      | David Acevedo       |
| Tiago Correa          | Zacarías Llancaqueo |
| Ernesto Meléndez      | Ezequiel Ligman     |
| Daniela Lhorente      | Úrsula Millán       |
| Alessandra Guerzoni   | Clara               |
| Geraldine Neary       | Eduvigis Carimán    |
| Giordano Rossi        | Gabriel Gamper      |
| Aldo Parodi           | Remigio             |
| Mario Ossandón        | Alexander Nestroy   |
| Daniel Antivilo       | Atilio              |
| Juan Carlos Maldonado | Attaché             |